# Oshogbo
Oshogbo város Nigériában, Osun szövetségi állam fővárosa. Lakossága 740 ezer fő volt 2012-ben.
Gazdaságában a hagyományos kézműves iparágak és a textilipar a meghatározó. A környék mezőgazdasági területein gabonaféléket, jamgyökeret, maniókát, dohányt, gyapotot termesztenek. 
Itt van a helyszíne az évenkénti Osun-Oshogbo fesztiválnak, amelyet Osun, a folyó istennőjének tiszteletére rendeznek. 

## Fordítás
Ez a szócikk részben vagy egészben  az   Osogbo című angol Wikipédia-szócikk fordításán alapul.  Az eredeti cikk szerkesztőit annak laptörténete sorolja fel. Ez a jelzés csupán a megfogalmazás eredetét és a szerzői jogokat jelzi, nem szolgál a cikkben szereplő információk forrásmegjelöléseként.